# Trabea setula
Trabea setula är en spindelart som beskrevs av Mark Alderweireldt 1999. Trabea setula ingår i släktet Trabea och familjen vargspindlar.
Artens utbredningsområde är Malawi. Inga underarter finns listade i Catalogue of Life.